# نیراج وورا
نیراج وورا (انگلیسی: Neeraj Vora؛ ۲۲ ژانویه ۱۹۶۳ – ۱۴ دسامبر ۲۰۱۷) کارگردان فیلم، نویسنده، بازیگر، تهیه‌کننده فیلم اهل هند بود. وی بین سال‌های ۱۹۸۴ تا ۲۰۱۷ میلادی فعالیت می‌کرد.

## فیلم‌شناسی

### کارگردان
- Run Bhola Run  (shelved) (۲۰۱۶)
- میان‌بر (۲۰۰۹)
- Familywala (۲۰۰۹)
- کلک در کلک (۲۰۰۶)
- بازیکن ۴۲۰ (۲۰۰۰)

### بازیگر
- خوش برگشتید (۲۰۱۵)
- بول باچان (۲۰۱۲)
- Kamaal Dhamaal Malamaal (۲۰۱۲)
- دپارتمان (۲۰۱۲)
- ستیز (۲۰۱۲)
- ترش و شیرین (۲۰۱۰)
- Na Ghar Ke Na Ghaat Ke (۲۰۱۰)
- Familywala (۲۰۰۹)
- من قلبم را به شما دادم (۲۰۰۲)
- Tum Se Achcha Kaun Hai (۲۰۰۲)
- کمپانی (۲۰۰۲)
- اینجا خانه شماست (۲۰۰۱)
- تپش قلب (۲۰۰۰)
- هر دلی که عاشق بشه (۲۰۰۰)
- نبرد (۲۰۰۰)
- پاسخ (۲۰۰۰)
- Mast (۱۹۹۹)
- سلام برادر (۱۹۹۹)
- پادشاه (۱۹۹۹)
- قلب (۱۹۹۹)
- بی‌خیال (۱۹۹۹)
- حقیقت (۱۹۹۸)
- دویدن (۱۹۹۷)
- وراثت (۱۹۹۷)
- من تنها، تو تنها (۱۹۹۵)
- رنگارنگ (۱۹۹۵)
- راجو ثروتمند می‌شود (۱۹۹۲)
- Salim Langde Pe Mat Ro (۱۹۸۹)
- هولی (۱۹۸۴)